# Via Triumphalis (Karlsruhe)

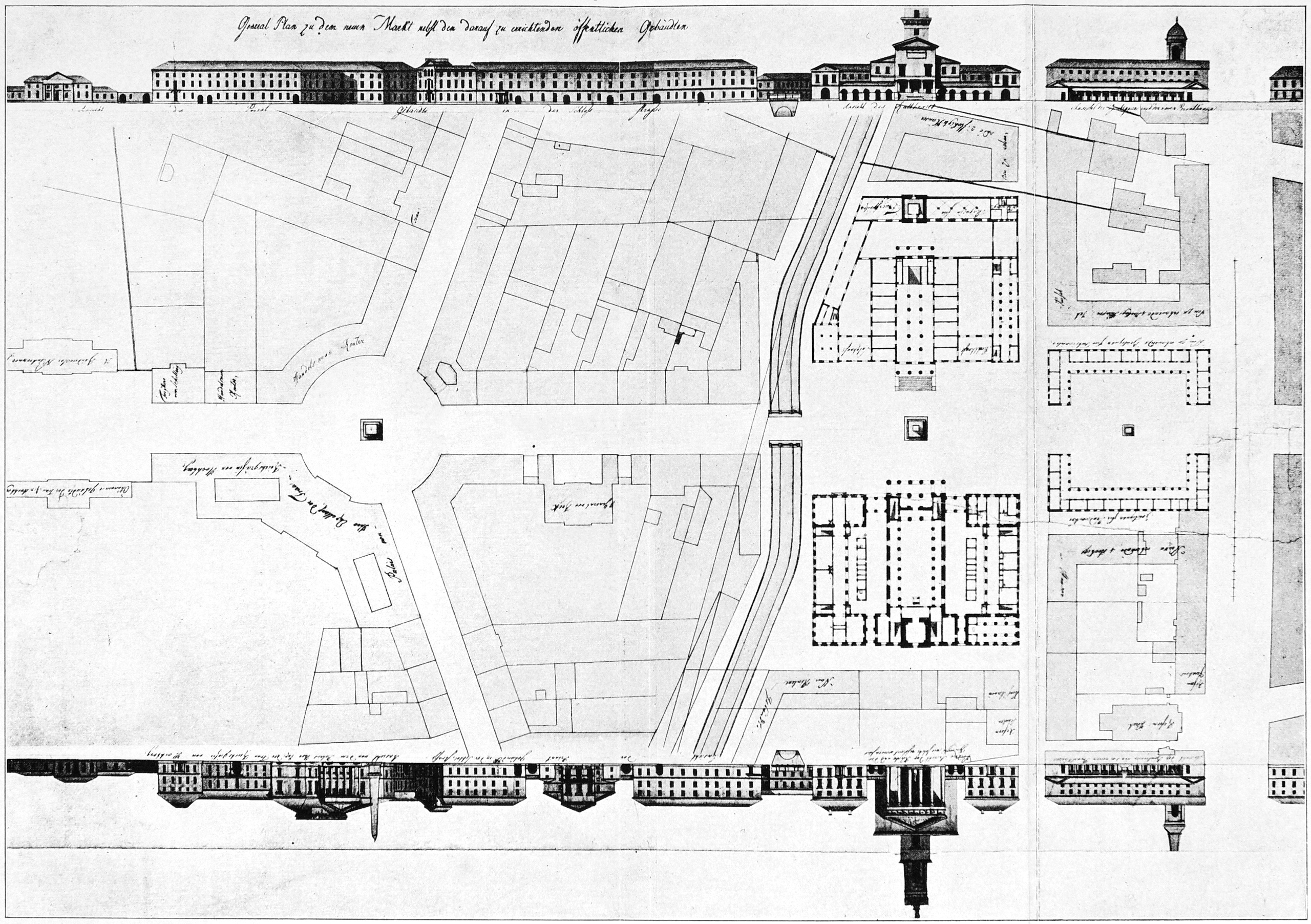
Friedrich Weinbrenners Plan aus dem Jahr 1803 für den Karlsruher Marktplatz und die Schlossstraße (heute Karl-Friedrich-Straße)

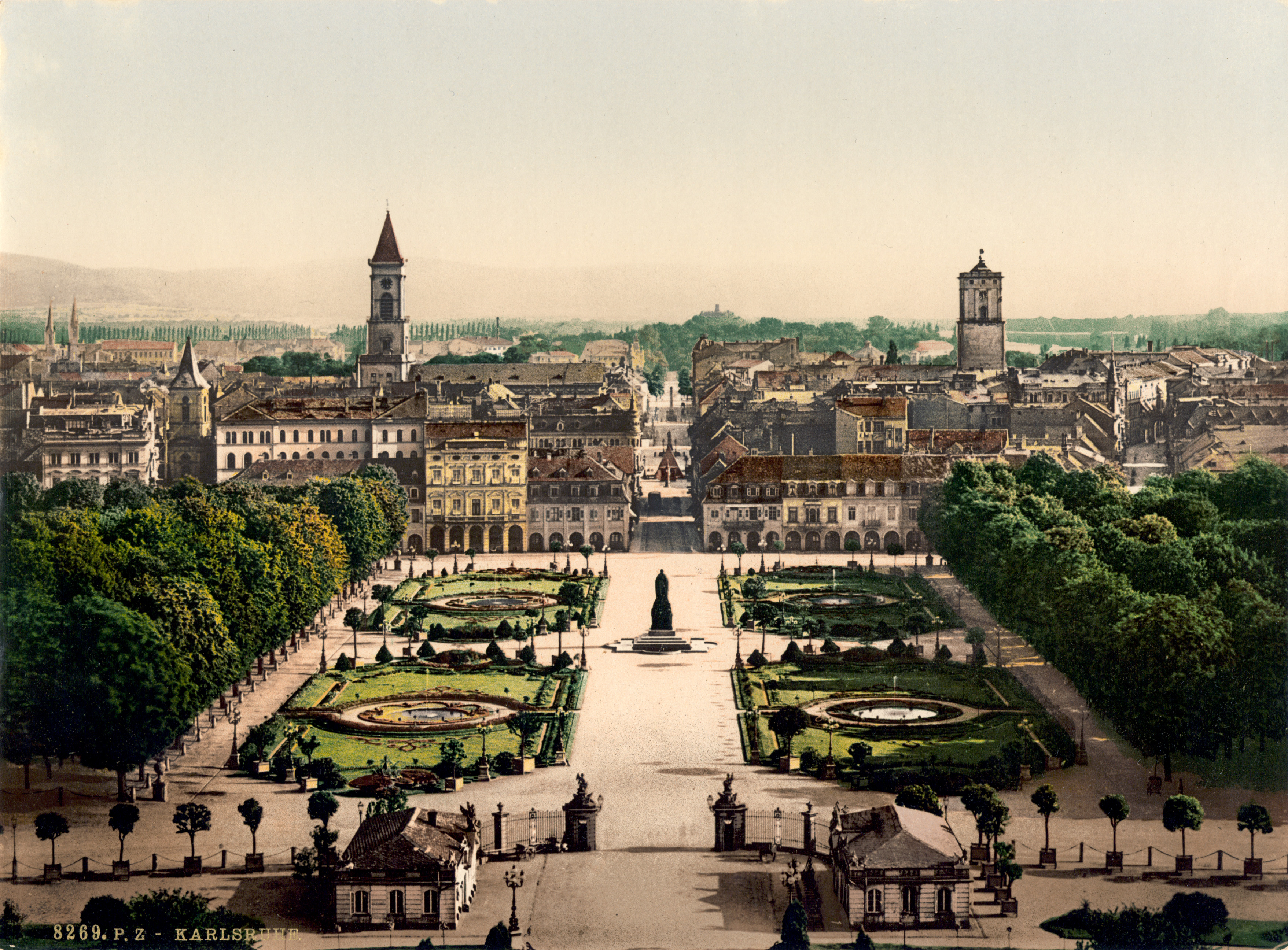
Blick auf die Via Triumphalis vom Schloss aus gesehen

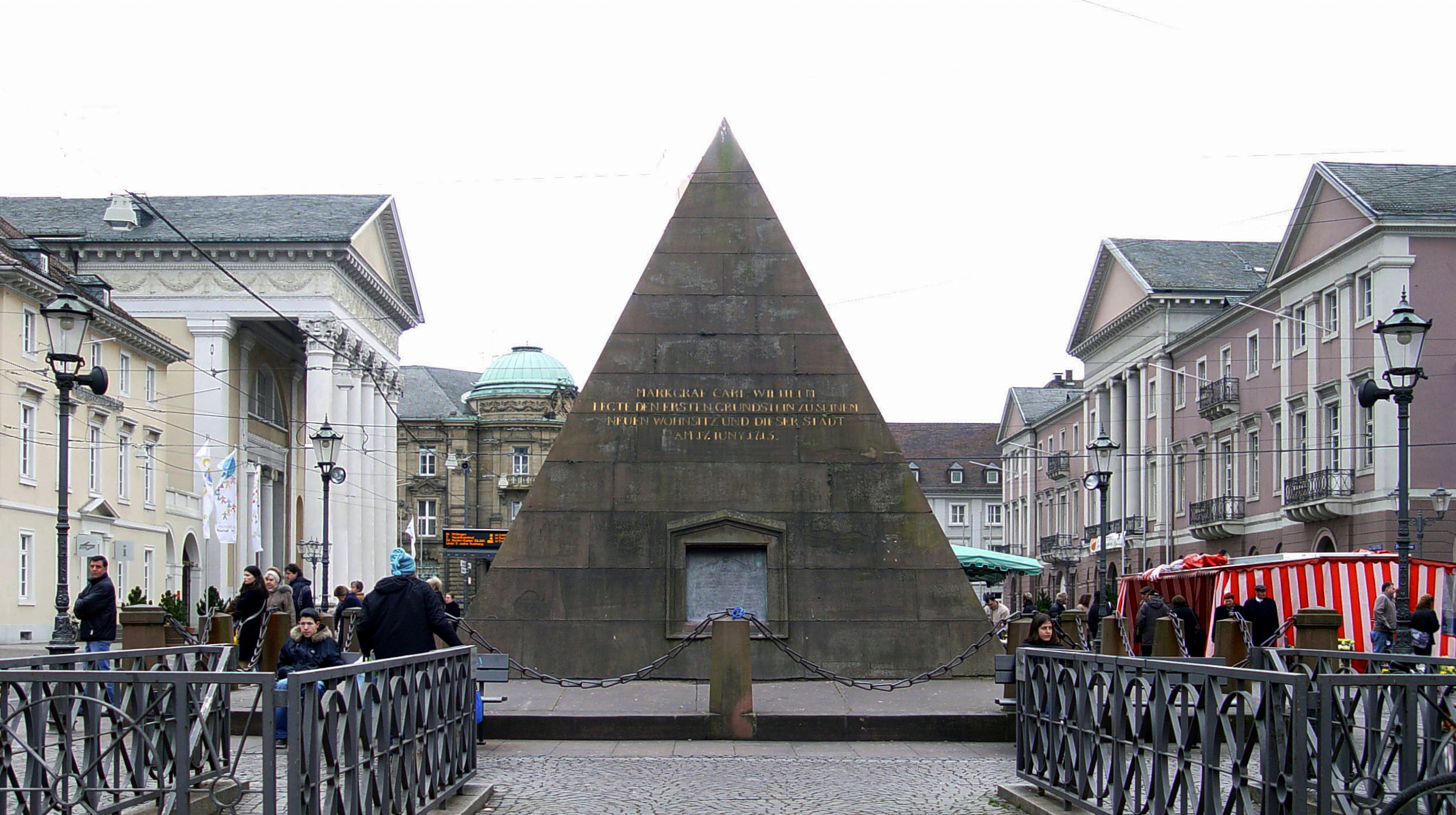
Karlsruher Pyramide auf dem Marktplatz

Via Triumphalis ist eine Bezeichnung des zentralen nordsüdlichen Straßenzugs in der Innenstadt von Karlsruhe. Dieser beginnt am Schloss und erstreckt sich als repräsentative Platzfolge vom Schlossplatz entlang der Karl-Friedrich-Straße über den Marktplatz und den Rondellplatz bis hin zur Erweiterung des Ettlinger Tores. Die Umsetzung geschah im 19. Jahrhundert im Wesentlichen durch den Baumeister des Klassizismus Friedrich Weinbrenner.

## Geschichte
Karlsruhe wurde 1715 als Planstadt von Markgraf Karl Wilhelm von Baden-Durlach gegründet. Der ursprüngliche Grundriss geht dabei von einer 32-strahligen Grundstruktur aus, in deren Mitte das Schloss liegt. Bebaut war nur das südliche, fächerförmige Viertel. Die zentrale Achse, die vom Mittelpunkt des Schlosses südwärts zieht, endete zunächst an der heutigen Kaiserstraße. Am Schnittpunkt wurde wenige Jahre nach der Gründung um die Konkordienkirche der erste Marktplatz eingerichtet. Ein Gutachten aus dem Jahr 1768 zeigt erste Pläne zur Stadterweiterung nach Süden, in denen bereits die heutige Platzfolge angedeutet ist. Zeichnerisch umgesetzt wurde sie erstmals in einem Entwurf des Hofbaudirektors Maurizio Pedetti aus dem Jahr 1787. Ausgehend von diesen Plänen setzte der badische Baudirektor Friedrich Weinbrenner seine Version der Planung der damaligen Schlossstraße um. Der Vergrößerung des zentralen Marktplatzes ab 1807 musste die Konkordienkirche weichen. An diesem Platz befindet sich heute die Karlsruher Pyramide als das Wahrzeichen Karlsruhes.
Der Name Via Triumphalis wurde der zentral angelegten Straße erst im Laufe der Zeit verliehen.
Der offizielle Name der Via Triumphalis lautet heute Karl-Friedrich-Straße, benannt nach Großherzog Karl Friedrich. Ab dem Ettlinger Tor geht diese in die Ettlinger Straße über und führt dort heute über das Kongresszentrum Karlsruhe, den Zoo Karlsruhe bis hin zum Hauptbahnhof.

## Bauwerke
An der zentral gelegenen Via Triumphalis befinden sich folgende bekannte und bedeutende Bauwerke Karlsruhes:
- Platz der Grundrechte
- Karlsruher Pyramide
- Rathaus
- Stadtkirche
- Markgräfliches Palais
- Rondellplatz
- Ettlinger Tor
- Großherzogliches Bezirksamt
- Oberpostdirektion Karlsruhe

## Bilder

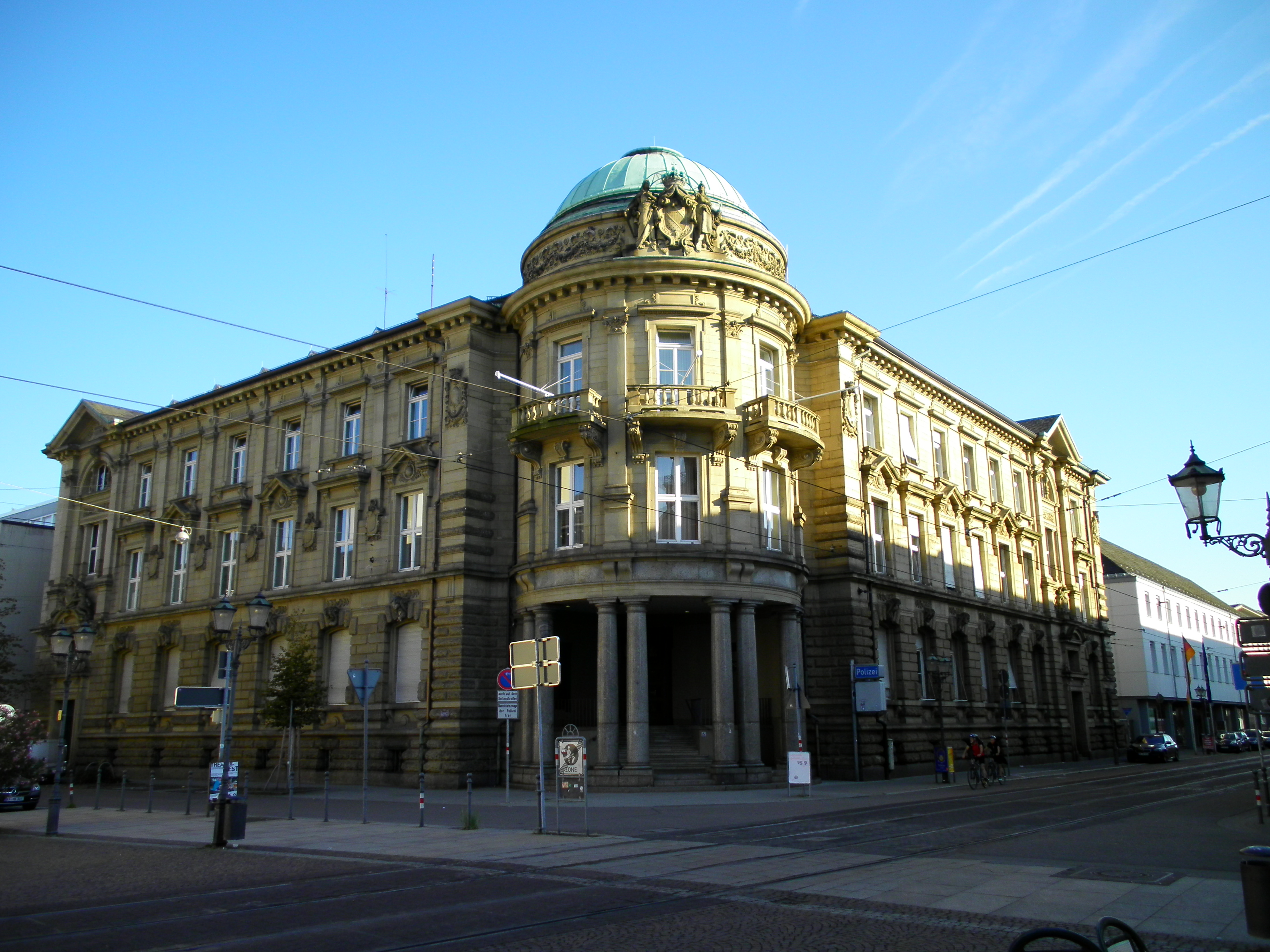
Großherzogliches Badisches Bezirksamt, heute Polizeirevier
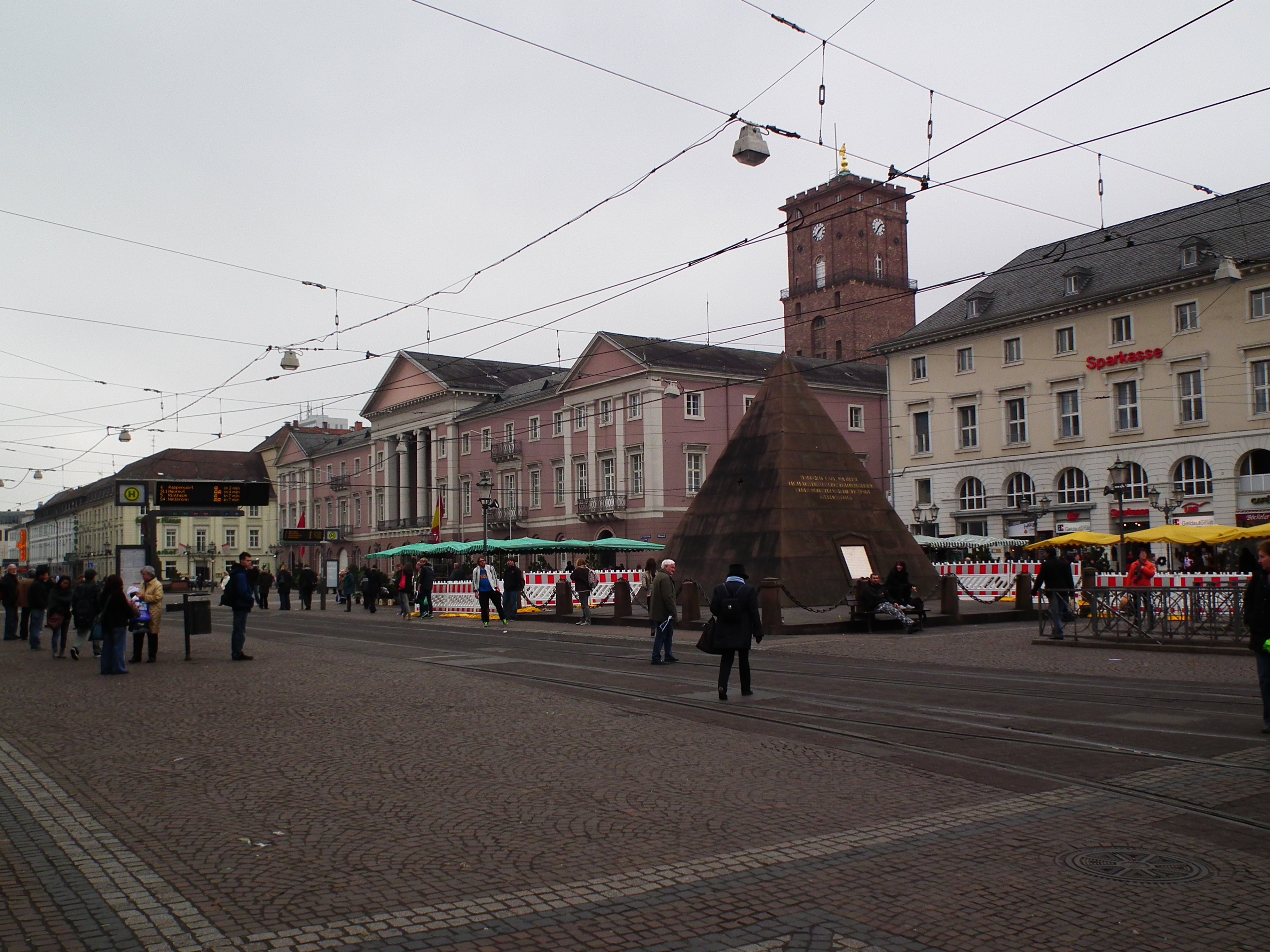
Marktplatz Karlsruhe
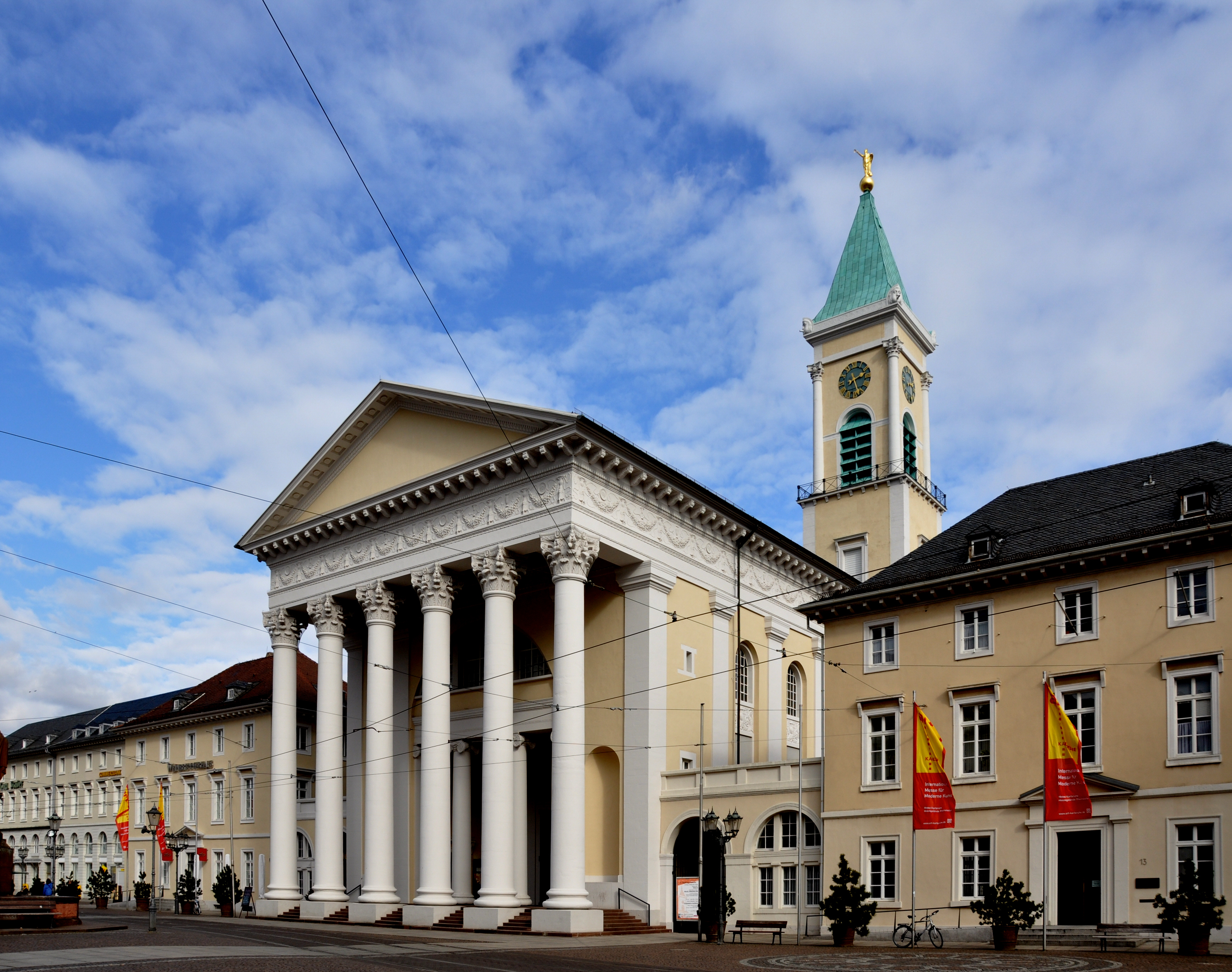
Karlsruher Stadtkirche
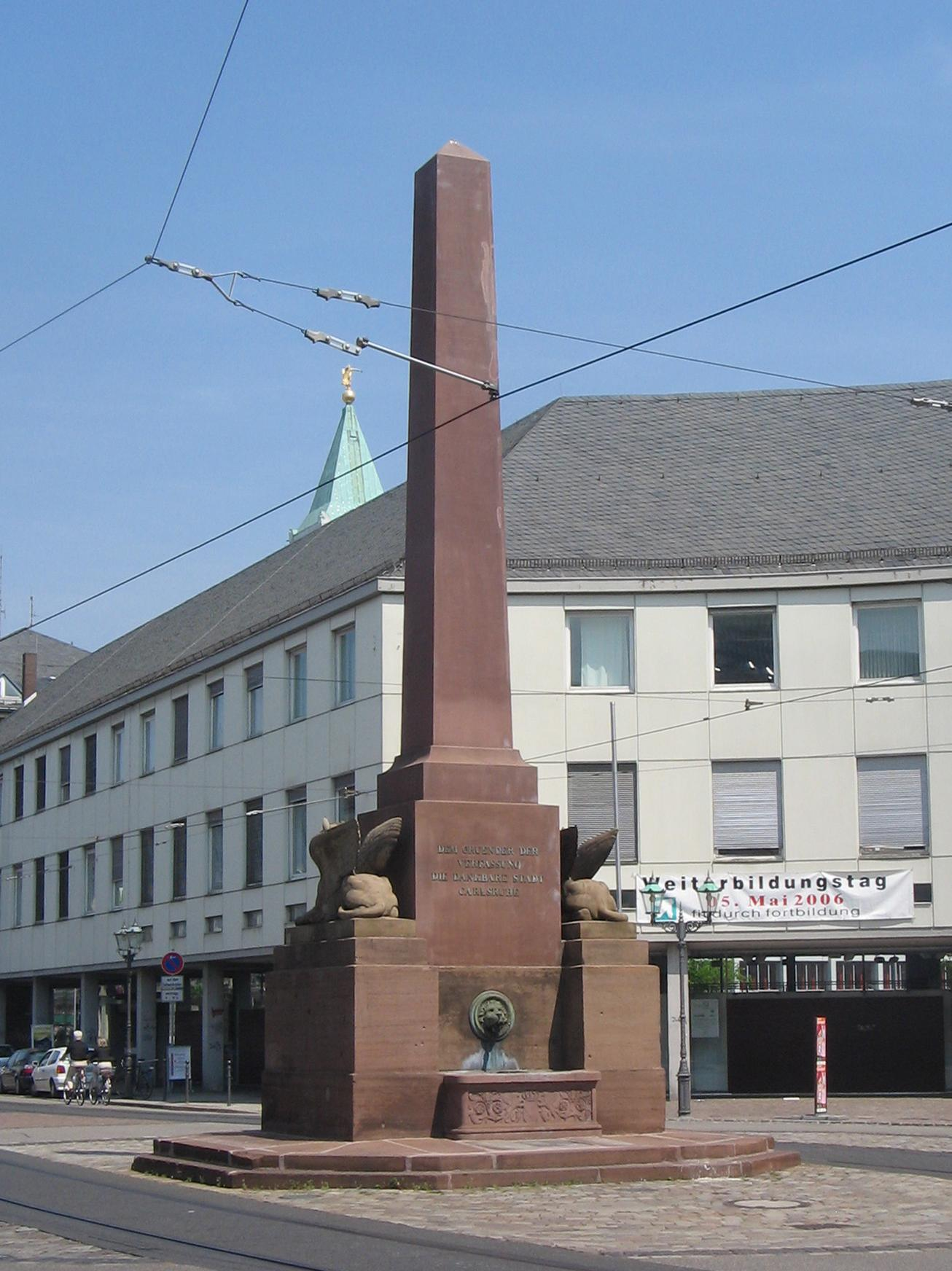
Konstitutionssäule am Rondellplatz
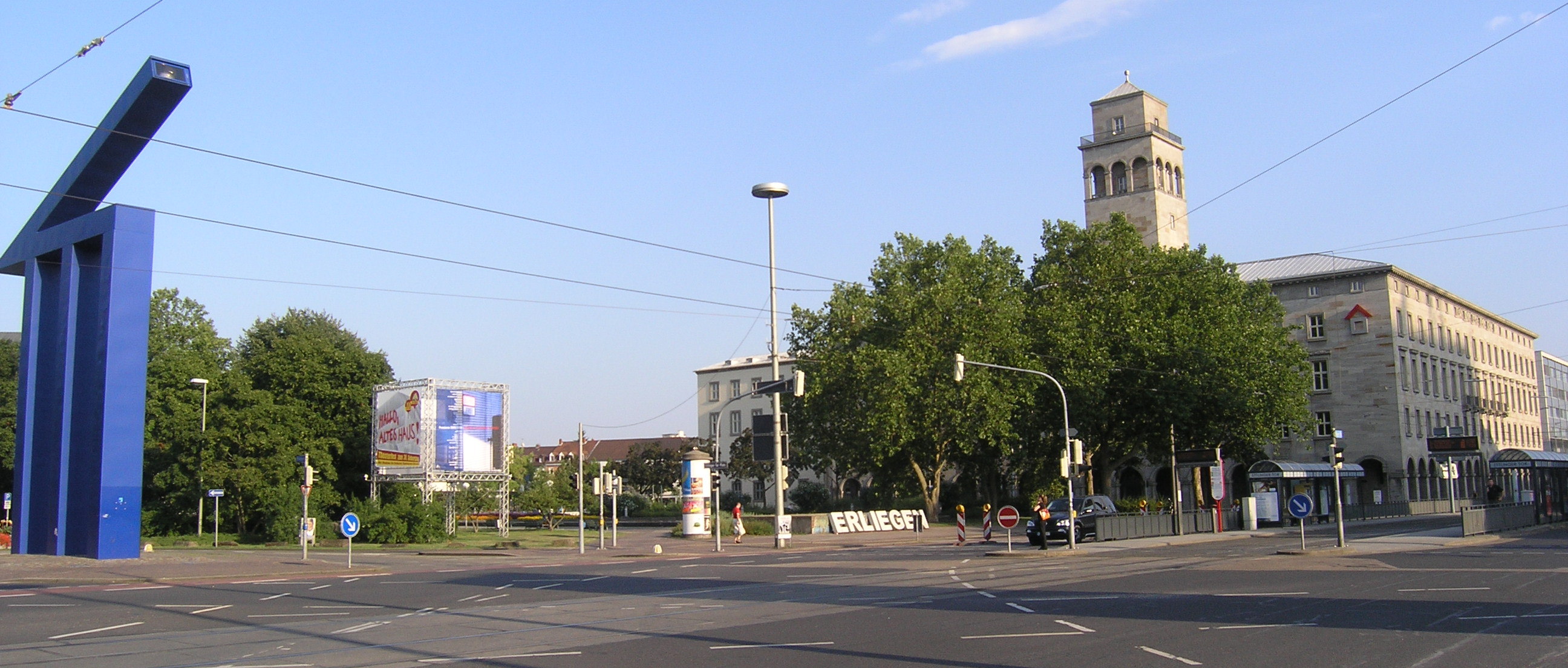
Ettlinger Tor
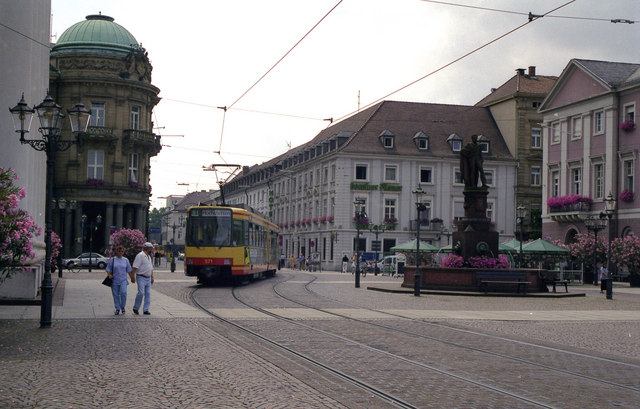
Blick Richtung Süden